# Samuel Wallin

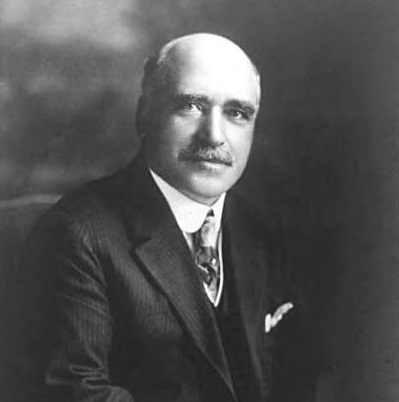
Samuel Wallin

Samuel Wallin (* 31. Juli 1856 in Easton, Northampton County, Pennsylvania; † 1. Dezember 1917 in Amsterdam, New York) war ein US-amerikanischer Politiker. Zwischen 1913 und 1915 vertrat er den Bundesstaat New York im US-Repräsentantenhaus.

## Werdegang
Im Jahr 1864 kam Samuel Wallin mit seinen Eltern nach Amsterdam im Montgomery County, wo er die öffentlichen Schulen sowie die Amsterdam Academy besuchte. Beruflich arbeitete er für den Rest seines Lebens in der Herstellung von Teppichen. Politisch wurde er Mitglied der Republikanischen Partei. Zwischen 1889 und 1892 saß er im Gemeinderat von Amsterdam; in den Jahren 1901 und 1902 war er dort Bürgermeister.
Bei den Kongresswahlen des Jahres 1912 wurde Wallin im 30. Wahlbezirk von New York in das US-Repräsentantenhaus in Washington, D.C. gewählt, wo er am 4. März 1913 die Nachfolge von John Wilbur Dwight antrat. Da er im Jahr 1914 auf eine weitere Kandidatur verzichtete, konnte er bis zum 3. März 1915 nur eine Legislaturperiode im Kongress absolvieren. Während dieser Zeit wurden der 16. und der 17. Verfassungszusatz ratifiziert. Dabei ging es um die bundesweite Einführung der Einkommensteuer und die Direktwahl der US-Senatoren.
Nach dem Ende seiner Zeit im US-Repräsentantenhaus nahm Samuel Wallin seine früheren Tätigkeiten wieder auf. Er starb am 1. Dezember 1917 in Amsterdam, wo er auch beigesetzt wurde.